# Larry Andreasen
Larry Andreasen (Long Beach (California), Estados Unidos, 13 de noviembre de 1945-Los Ángeles, 26 de octubre de 1990) fues un clavadista o saltador de trampolín estadounidense especializado en trampolín de 3 metros, donde consiguió ser medallista de bronce olímpico en 1964.

## Carrera deportiva
En los Juegos Olímpicos de 1964 celebrados en Tokio (Japón) ganó la medalla de bronce en los saltos desde el trampolín de 3 metros, con una puntuación de 143 puntos, tras sus compatriotas estadounidenses Kenneth Sitzberger y Frank Gorman (plata con 157 puntos).